# Habitus (biologie)

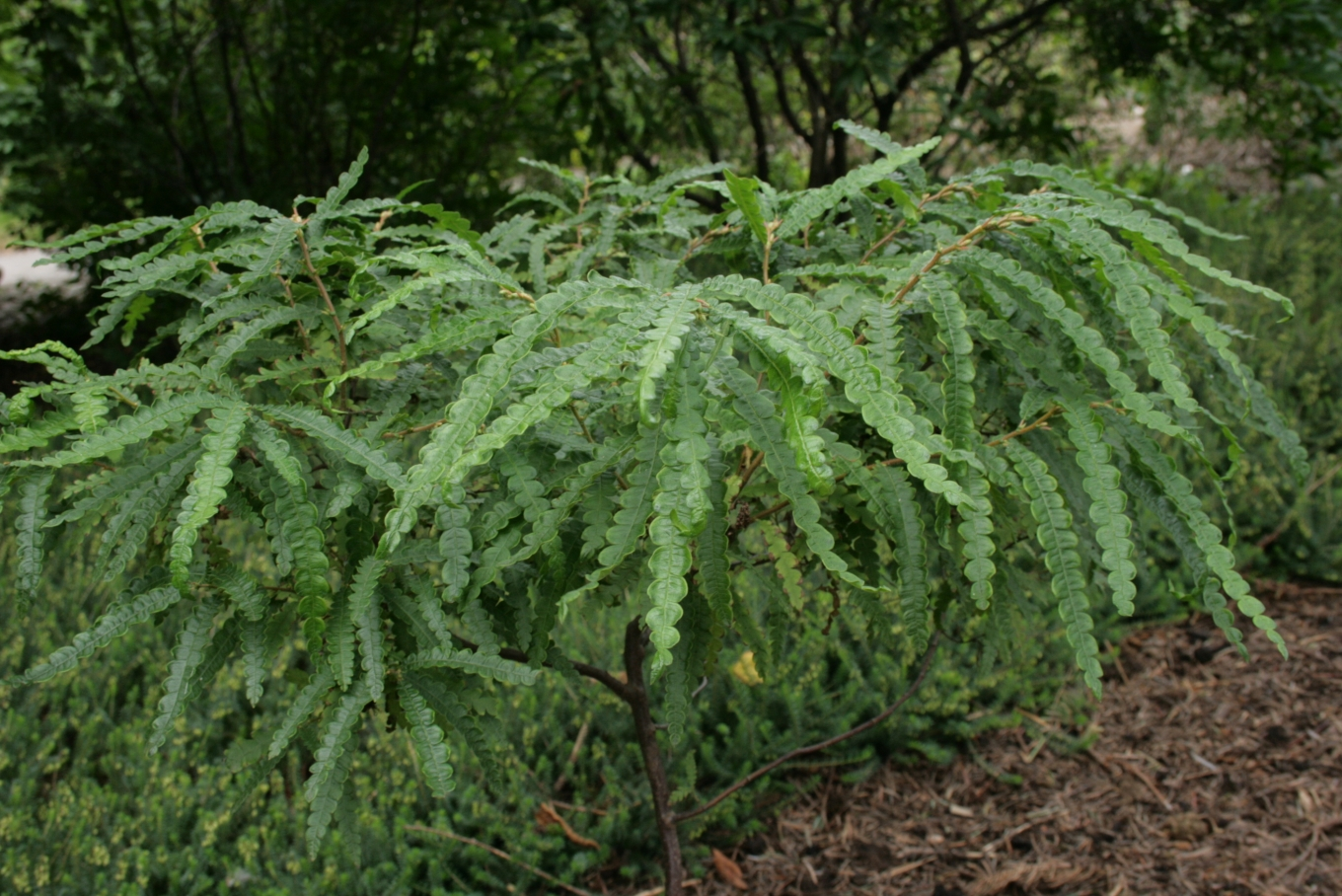
Comptonia peregrina: Habitus (Photo prise au jardin botanique d'Aarhus, au Danemark).

L'habitus est, en biologie, l'aspect général du taxon.
En zoologie, cela fait référence aussi au comportement caractéristique d'une espèce.
En botanique, cela fait référence à la forme, l'architecture, le port ou à la croissance d'une plante.